# Fabio Calenda
Fabio Calenda (Parigi, 26 marzo 1955) è un giornalista e scrittore italiano.

## Biografia
Di ascendenze napoletane, è nato a Parigi, figlio del diplomatico Carlo Calenda, ambasciatore in Libia, India e Nepal. Da giovane ha militato in movimenti di sinistra extra-parlamentare. Si è laureato a Roma, dove ha intrapreso una carriera nel settore finanziario.
Ha diretto gli studi finanziari e la formazione presso una banca d’investimento.
Ha collaborato con Affari e Finanza, supplemento settimanale de La Repubblica, col Nuovo Quotidiano di Puglia e successivamente col Corriere del Mezzogiorno.
Ha pubblicato tre romanzi: La porta del tempo (Einaudi Stile Libero), un fantasy thriller archeologico ambientato nell’antica Micene alla vigilia della guerra di Troia; Rosso totale (Laurana), la storia d’amore tra due ragazzi di opposta estrazione sociale durante gli anni di piombo a Roma; I soldi sono tutto (Mondadori), ispirato alla cosiddetta vicenda del “Madoff dei Parioli”, che ha riempito le cronache negli anni trascorsi, ed in cui è stato direttamente coinvolto, dove mette in luce la meccanica di un’abilissima truffa finanziaria e i processi mentali che possono incidere sul discernimento anche di investitori con esperienza.

## Vita privata
Sposato due volte, ha tre figli: Carlo, Giulia e Roberto. Risiede a Tiggiano, nel Salento, nella zona del capo di Leuca.

## Opere
- La porta del tempo, Milano, Einaudi, 2010. ISBN 978-88-061-8834-4
- Rosso totale, Milano, Laurana Editore, 2012. ISBN 978-88-969-9924-0
- I soldi sono tutto, Mondadori, 2018. ISBN 978-88-047-0270-2